# Tetrops starkii
Tetrops starkii — вид жесткокрылых из семейства усачей.

## Распространение
Распространён в Центральной Европе, Швеции, России и на Балканах.

## Описание
Жук длиной от 3 до 6 мм. Время лёта с мая по июнь.

## Развитие
Жизненный цикл вида длится год-два. Кормовым растением является ясень (Fraxinus).

## Вариации
- Tetrops starkii var. mesmini Pic, 1928
- Tetrops starkii var. vicina Pic, 1928